# 1961年上海
|        | 上海历史 |
| 世紀： | 19世紀上海 \| 20世紀上海 \| 21世紀上海                                                                                     |
| 年代： | 1930年代上海 \| 1940年代上海 \| 1950年代上海 \| 1960年代上海 \| 1970年代上海 \| 1980年代上海 \| 1990年代上海               |
| 年份： | 1957年上海 \| 1958年上海 \| 1959年上海 \| 1960年上海 \| 1961年上海 \| 1962年上海 \| 1963年上海 \| 1964年上海 \| 1965年上海 |
| 紀年： | 辛丑年（牛年）、上海开埠118周年、上海设市34周年                                                                            |

## 主要官员

### 党委
- 市委第一书记：柯庆施

### 人大（第三届）
无常设机关

### 人民委员会
- 市长：柯庆施

### 法院
- 院长：李继成

### 检察院
- 检察长：林道生

### （党）监察委员会
- 书记：魏文伯

### 政协
- 主席：陈丕显

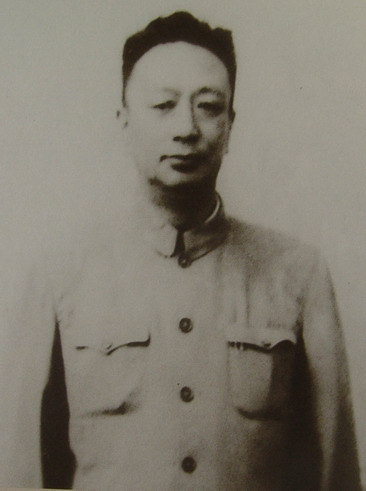
第一书记、市长柯庆施
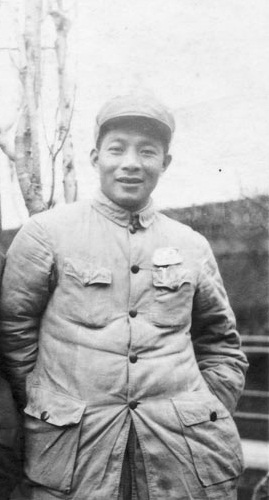
政协主席陈丕显